# Семено-Макарово
Семе́но-Мака́рово (рос. Семёно-Макарово, башк. Семен-Макар) — село у складі Єрмекеєвського району Башкортостану, Росія. Входить до складу Єрмекеєвської сільської ради.
Населення — 332 особи (2010; 345 в 2002).
Національний склад:
- чуваші — 86 %